# Axinaea sodiroi
Axinaea sodiroi är en tvåhjärtbladig växtart som beskrevs av John Julius Wurdack. Axinaea sodiroi ingår i släktet Axinaea och familjen Melastomataceae. IUCN kategoriserar arten globalt som starkt hotad.
Artens utbredningsområde är Ecuador. Inga underarter finns listade i Catalogue of Life.